# Gabriel Taborin
Gabriel Taborin Poncet-Montange (Belleydoux, 1 de noviembre de 1799 - Belley, 24 de noviembre de 1864), más conocido como el hermano Gabriel, fue un religioso francés fundador del Instituto de los Hermanos de la Sagrada Familia.

## Biografía
Gabriel Taborín nació el 1 de noviembre de 1799 en Belleydoux (Ain), Francia y creció en un ambiente rural y dentro de una familia cristiana. Su infancia transcurrió en su pueblo natal con la educación que les impartía el sacerdote, pues no había escuela como consecuencia de la Revolución francesa. 
Realizó estudios en algunas localidades vecinas durante los años 1812 – 1817. A finales de 1817 ejerció como maestro en su pueblo natal a propuesta del Ayuntamiento. Hasta que a los 24 años se siente llamado por Dios y se decide por la vida religiosa. Camino que le llevará a la fundación de un Instituto de Hermanos dedicados a la catequesis, la educación cristiana y la ayuda a los párrocos. Durante unos años peregrina por diferentes localidades de la región en sus intentos de hacer realidad sus ideales.
En 1827 se encuentra con Mons. Devie, Obispo de Belley, y a partir de aquí tiene su apoyo y cuenta con sus consejos. El 3 de noviembre de 1838 tiene lugar la primera profesión religiosa en el Instituto en la localidad de Belmont, y en esa misma fecha hace su profesión perpetua, desde entonces se le conoció como el «hermano Gabriel».  En adelante no faltarán las pruebas, pero con el decidido apoyo de Mons. Devie y del sacerdote Juan María Vianney, el instituto fue creciendo y consolidándose primero en Francia y luego en Saboya.
El 28 de agosto de 1841 el Instituto recibe la aprobación pontificia de manos del Papa Gregorio XVI.  
El «hermano Gabriel» siempre estuvo sometido a una intensa e ininterrumpida actividad y resolviendo personalmente los problemas que iban surgiendo en el Instituto. Atendía personalmente y viajaba a pie a visitar a los Hermanos, 150 en fecha de su fallecimiento, distribuidos en 50 comunidades, manteniendo una variada correspondencia, más de 11.000 cartas, escribiendo obras piadosas y algunos textos u orientaciones pedagógicas para los Hermanos que estaban en las escuelas.
Murió a los 65 años, el 24 de noviembre de 1864 en la casa de Belley, que el mismo había fundado en 1840.